# Ketoyan
Ketoyan is een bestuurslaag in het regentschap Boyolali van de provincie Midden-Java, Indonesië. Ketoyan telt 2922 inwoners (volkstelling 2010).